# Australian Professional Championship 1986
Die Toohey‘s Brewery Australian Professional Championship 1986 war ein professionelles Snookerturnier ohne Einfluss auf die Weltrangliste, das als nationale, professionelle Meisterschaft von Australien galt. Das Turnier wurde vom Anfang August bis zum 22. Tag desselben Monats im Jahr 1986 in den Fernsehstudios von WIN4 im australischen Wooloongong, einem Stadtteil von Sydney, ausgetragen. Sieger wurde erstmals Warren King, der im Finale Titelverteidiger John Campbell mit 10:3 besiegte. King hatte zudem zuvor mit einem 111er-Break das einzige Century Break und damit gleichwohl das höchste Break des Turnieres gespielt.

## Preisgeld
Je nach Angabe hatte das Turnier als Sponsor Toohey’s Brewery oder eben keinen Sponsor. So oder so sank im Vergleich zum Vorjahr das Preisgeld um etwa ein Viertel auf 12.268 Pfund Sterling, von denen gut ein Viertel auf den Sieger entfielen.
|                 | Preisgeld |
| --------------- | --------- |
| Sieger          | 3.061 £   |
| Finalist        | 1.863 £   |
| Halbfinalist    | 1.224 £   |
| Viertelfinalist | 816 £     |
| Zweite Runde    | 408 £     |
| Erste Runde     | –         |
| Insgesamt       | 12.268 £  |

## Turnierverlauf
Erneut nahmen insgesamt fünfzehn Spieler am Turnier teil, die sich diesmal in zwölf Profi- und drei Amateurspieler aufteilten. Sechs Spieler starteten in einer ersten Runde ins Turnier, wobei die drei Sieger der Partien in die zweite Runde vorrückten, mit der fünf weitere Spieler ins Turnier starteten. Die vier Sieger der Zweitrundenpartien trafen schließlich im Viertelfinale auf jeweils einen der übrigen Profispieler, sodass von dieser Runde aus im K.-o.-System um den Turniersieg gespielt wurde. Dabei wurde bis einschließlich zum Viertelfinale im Modus Best of 11 Frames gespielt, woran sich die Modi Best of 15 Frames im Halbfinale und Best of 19 Frames im Finale anschlossen.
|  | Erste Runde Best of 11 Frames | Erste Runde Best of 11 Frames |              |    | Zweite Runde Best of 11 Frames | Zweite Runde Best of 11 Frames |                |   | Viertelfinale Best of 11 Frames | Viertelfinale Best of 11 Frames |                |   | Halbfinale Best of 15 Frames | Halbfinale Best of 15 Frames |  |  | Finale Best of 19 Frames | Finale Best of 19 Frames |
|  |                               |                               |              |    |                                |                                |                |   |                                 |                                 |                |   |                              |                              |  |  |                          |                          |
|  | Lou Condo                     | 6                             |              |    | James Giannaros                | 4                              |                |   | Warren King                     | 6                               |                |   |                              |                              |  |  |                          |                          |
|  | Edward Charlton               | 0                             |              |    | Lou Condo                      | 6                              |                |   | Lou Condo                       | 3                               |                |   |                              |                              |  |  |                          |                          |
|  | Edward Charlton               | 0                             | Warren King  | 8  | Lou Condo                      | 6                              |                |   |                                 |                                 |                |   |                              |                              |  |  |                          |                          |
|  |                               |                               |              |    |                                |                                |                |   |                                 |                                 |                |   |                              |                              |  |  |                          |                          |
|  | Eddie Charlton                | 6                             |              |    |                                |                                |                |   |                                 |                                 |                |   |                              |                              |  |  |                          |                          |
|  | Eddie Charlton                | 6                             | Jim Charlton | 6  |                                |                                | Ian Anderson   | 6 |                                 |                                 | Eddie Charlton | 6 |                              |                              |  |  |                          |                          |
|  |                               |                               | Jim Charlton | 6  |                                |                                | Ian Anderson   | 6 |                                 |                                 | Eddie Charlton | 6 |                              |                              |  |  |                          |                          |
|  | Gordon Robinson               | 4                             |              |    | Jim Charlton                   | 2                              |                |   | Ian Anderson                    | 2                               |                |   |                              |                              |  |  |                          |                          |
|  | Gordon Robinson               | 4                             | Warren King  | 10 | Jim Charlton                   | 2                              |                |   | Ian Anderson                    | 2                               |                |   |                              |                              |  |  |                          |                          |
|  |                               |                               |              |    |                                |                                |                |   |                                 |                                 |                |   |                              |                              |  |  |                          |                          |
|  | John Campbell                 | 3                             |              |    |                                |                                |                |   |                                 |                                 |                |   |                              |                              |  |  |                          |                          |
|  | John Campbell                 | 3                             |              |    |                                |                                | Glen Wilkinson | 6 |                                 |                                 | John Campbell  | 6 |                              |                              |  |  |                          |                          |
|  |                               |                               |              |    |                                |                                | Glen Wilkinson | 6 |                                 |                                 | John Campbell  | 6 |                              |                              |  |  |                          |                          |
|  |                               |                               |              |    | Leon Heywood                   | 0                              |                |   | Glen Wilkinson                  | 1                               |                |   |                              |                              |  |  |                          |                          |
|  | John Campbell                 | 8                             |              |    | Leon Heywood                   | 0                              |                |   | Glen Wilkinson                  | 1                               |                |   |                              |                              |  |  |                          |                          |
|  |                               |                               |              |    |                                |                                |                |   |                                 |                                 |                |   |                              |                              |  |  |                          |                          |
|  | Robby Foldvari                | 3                             |              |    |                                |                                |                |   |                                 |                                 |                |   |                              |                              |  |  |                          |                          |
|  | Robby Foldvari                | 3                             | Greg Jenkins | 6  |                                |                                | Robby Foldvari | 6 |                                 |                                 | Paddy Morgan   | 2 |                              |                              |  |  |                          |                          |
|  |                               |                               |              |    |                                |                                | Robby Foldvari | 6 |                                 |                                 | Paddy Morgan   | 2 |                              |                              |  |  |                          |                          |
|  | George Ganim                  | 2                             |              |    | Greg Jenkins                   | 3                              |                |   | Robby Foldvari                  | 6                               |                |   |                              |                              |  |  |                          |                          |

### Finale
Warren King hatte bereits 1984 das Finale erreicht und damals gegen Eddie Charlton verloren. In diesem Jahr war er mit einem 6:3-Sieg über Lou Condo ins Turnier gestartet, bevor er mit seinem 8:6-Sieg über Eddie Charlton zum einen sich seinen Finaleinzug gesichert hatte und zum anderen dafür gesorgt hatte, dass Charlton zum ersten Mal seit der Erstausgabe des Turnieres im Jahr 1963 nicht entweder im Finale oder unter den ersten beiden Plätzen war. King traf nun im Finale auf Titelverteidiger John Campbell, der zuvor souverän Glen Wilkinson mit 6:1 und Robby Foldvari mit 8:3 besiegt hatte.
Dabei wurde das Endspiel zu einer deutlichen Angelegenheit. Sämtliche der ersten sechs Frames gingen geschlossen an King, bevor Campbell zum ersten Mal einen Frame für sich entscheiden konnte, danach aber King dennoch auf eine 8:1-Führung ziehen lassen musste. Von den nächsten drei Frames konnte Campbell immerhin zwei gewinnen, ehe sein Gegner beim Stande von 9:3 mit 55:46 den nächsten, dreizehnten Frame gewann und somit mit einem 10:3-Sieg sich erstmals zum Sieger der Australian Professional Championship kürte.
| Finale: Best of 19 Frames Fernsehstudios von WIN4, Wooloongong, Sydney, Australien, 22. August 1986   |                |               |
| Warren King                                                                                           | 10:3           | John Campbell |
| 72:34, 65:52 (C. 52), 71:18, 61:53, 66:29, 58:29, 44:77, 72:24, 74:33, 6:94 (51), 67:62, 19:70, 55:46 |                |               |
| – | Höchstes Break | 52            |
| – | Century-Breaks | –             |
| – | 50+-Breaks     | 2             |